# Di goldene keyt
Di goldene keyt (jiddisch די גאָלדענע קייט; „Die goldene Kette“) war die führende jiddischsprachige Literaturzeitschrift der Nachkriegszeit nach dem Zweiten Weltkrieg. Sie wurde 1949 von Avrom Sutzkever gegründet und erschien unter seiner Herausgeberschaft bis 1995. Der Titel bezieht sich auf ein 1907 erstveröffentlichtes Drama von Yitskhok Leybush Peretz, in dem die „goldene Kette“ die Kontinuität der jüdischen Kultur symbolisiert.
Die in Tel Aviv, Israel, herausgegebene Zeitschrift wurde anfangs von der Histadrut gesponsert und war eine der wenigen jiddischsprachigen israelischen Publikationen, die jemals eine nennenswerte institutionelle Unterstützung erhielt. Der Eröffnungsartikel der ersten Ausgabe wurde von Yosef Sprinzak verfasst, dem damaligen Generalsekretär der Histadrut. Die israelische Regierung förderte die hebräische Sprache stark und war der jiddischen Sprache im Allgemeinen nicht freundlich gesinnt, weil sie mit der Diaspora assoziiert wurde.